# 印洲塘
印洲塘（英語：Double Haven）是香港新界東北部大鵬灣內的一個內港。

## 名稱
印洲塘以水面靜謐而著名。由於大鵬灣本身已經受到新界大陸和大鵬半島的保護，再加上鄰近島嶼的保護，印洲塘波平如鏡，即使打風時亦不會有很大的風浪，是天然的避風塘。這亦是印洲塘英文叫做的原因，意即「雙重避風塘」。

## 地理
它由往灣洲、娥眉洲、吉澳等大島，以及三椏灣沿岸一帶所包圍，陸地之間只有陝窄的海峽連接附近海域：東面經直門頭到黃竹角海；南面經紅石門到黃竹角海；西面經青洲瀝到吉澳海；北面經橫門海到大鵬灣。
海域內的大部份範圍被劃入印洲塘海岸公園，有虎王洲等小島嶼。當中的印洲外形宛如印台，是印洲塘中文地名來源。

### 印塘六寶
印洲塘有「上有蘇杭，下有印塘」的美譽。遊人把印洲塘的地方聯想為羅傘和文房五寶，稱之為印塘六寶：
1. 羅傘：吉澳黃幌山
2. 筆鋒：吉澳白沙頭咀
3. 筆架：筆架洲
4. 紙張：印洲塘
5. 墨硯：印洲塘附近石排
6. 印章：印洲

## 歷史
已故英女王伊利沙伯二世和英皇查理斯三世作為皇儲期間都曾經在訪港時將不列顛尼亞號停泊在印洲塘欣賞月色。查理斯三世曾將印洲塘景色繪成水彩畫作。
2007年，印洲塘獲由香港郊野公園之友會、國際獅子總會港澳三０三區及漁農自然護理署舉辦，「香港十大自然勝景選舉」第八名。

## 站外鏈結
- 秀麗幽靜的海岸公園–印洲塘

## 遠足資料
- . 山上行 www.walkonhill.com. 12月27日  [2014-08-14]. （原始内容存档于2020-06-28）.